# Ống xả

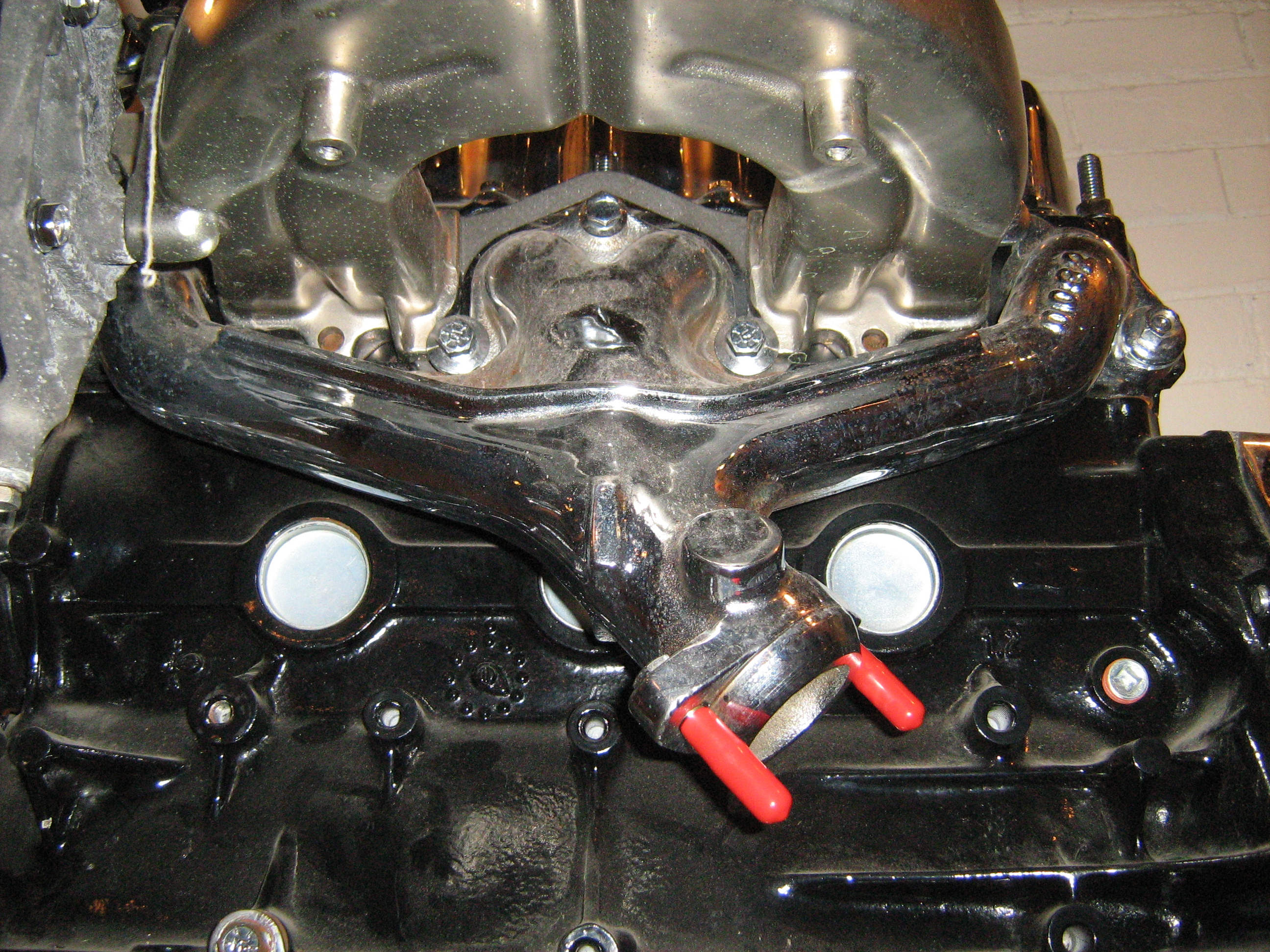

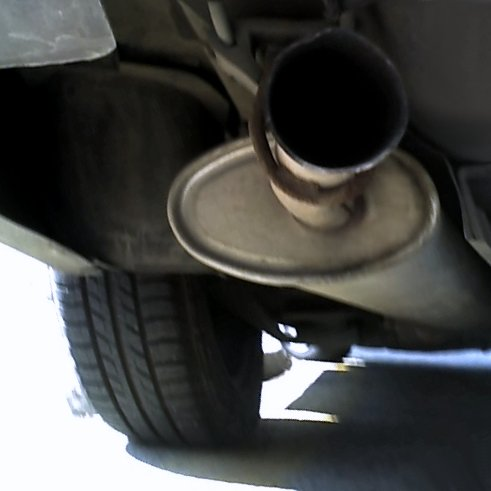

Ống xả (cũng gọi là ống bô hoặc ống pô (từ tiếng Pháp pot d'échappement)) là ống ở phía sau phương tiện giao thông dùng để đưa khí thải từ động cơ thoát ra ngoài.
Với xe tải, đôi khi các bộ phận giảm thanh là crossways dưới mặt trước của chiếc xe taxi và ống xả của nó thổi một bên để việt vị (bên phải nếu lái xe bên trái, bên trái nếu lái xe bên phải). Các bên của một chiếc xe chở khách mà trên đó các lối ra xả dưới cản sau thường chỉ ra các thị trường mà chiếc xe đã được thiết kế, tức Nhật Bản (và một số người Anh lớn tuổi hơn) xe có ống xả bên tay phải để họ xa khỏi lề đường trong nước lái xe bên trái, trong khi xe châu Âu có ống xả bên trái.
Sự kết thúc của thời gian cuối cùng của ống xả, nơi nó trút để mở không khí, thường chỉ là phần nổi của một phần hệ thống ống xả trên một chiếc xe, thường kết thúc chỉ với một vết cắt thẳng hoặc góc cạnh, nhưng có thể bao gồm một đầu ưa thích. Những mẹo đôi khi được mạ crôm. Nó thường của ống lớn hơn so với phần còn lại của hệ thống xả. Điều này tạo ra một sự giảm cuối cùng trong áp lực, và đôi khi được dùng để tăng cường sự xuất hiện của chiếc xe.
Trong cuối những năm 1950 trong các nhà sản xuất Hoa Kỳ đã có một thời trang trong thiết kế xe hơi để tạo thành cản sau với một lỗ ở mỗi đầu mà qua đó khí thải sẽ vượt qua. Haicửa hàng biểu tượng V-8 công suất, và chỉ có những chiếc xe đắt nhất (Cadillac, Lincoln, Imperial, Packard) được trang bị với thiết kế này. Một minh chứng cho điều này là chiếc xe sang trọng trong những ngày có một nhô ra phía sau lâu như vậy mà ống xả cạo mặt đất khi xe đi qua dốc. Thời trang biến mất sau khi khách hàng lưu ý rằng kết thúc phía sau của xe, là một khu vực áp suất thấp, thu thập muội từ khí thải và các nội dung có tính axit của nó đã ăn vào cản sau mạ crôm.
Khi một chiếc xe buýt, xe tải hoặc máy kéo hoặc máy xúc có một ống xả thẳng đứng (gọi là ngăn xếp hoặc ống phía sau buồng lái), đôi khi cuối cùng là cong, hoặc có một nắp che có bản lề mà thổi luồng khí ra khỏi con đường, để cố gắng ngăn chặn các đối tượng nước ngoài (bao gồm cả phân từ một con chim đậu trên đường ống xả khi xe không được sử dụng) vào bên trong ống xả. 
Trong một số xe tải, khi các bộ phận giảm thanh là phía trước để trở lại dưới khung xe, kết thúc của ống bô quay 90 ° và thổi xuống. Bảo vệ bất cứ ai ở gần một chiếc xe tải dừng nhận được từ một vụ nổ trực tiếp của khí thải, nhưng thường làm tăng bụi khi xe đang lái xe trên một bề mặt và xấu bụi khô như trên một công trường xây dựng.

## Hình ảnh

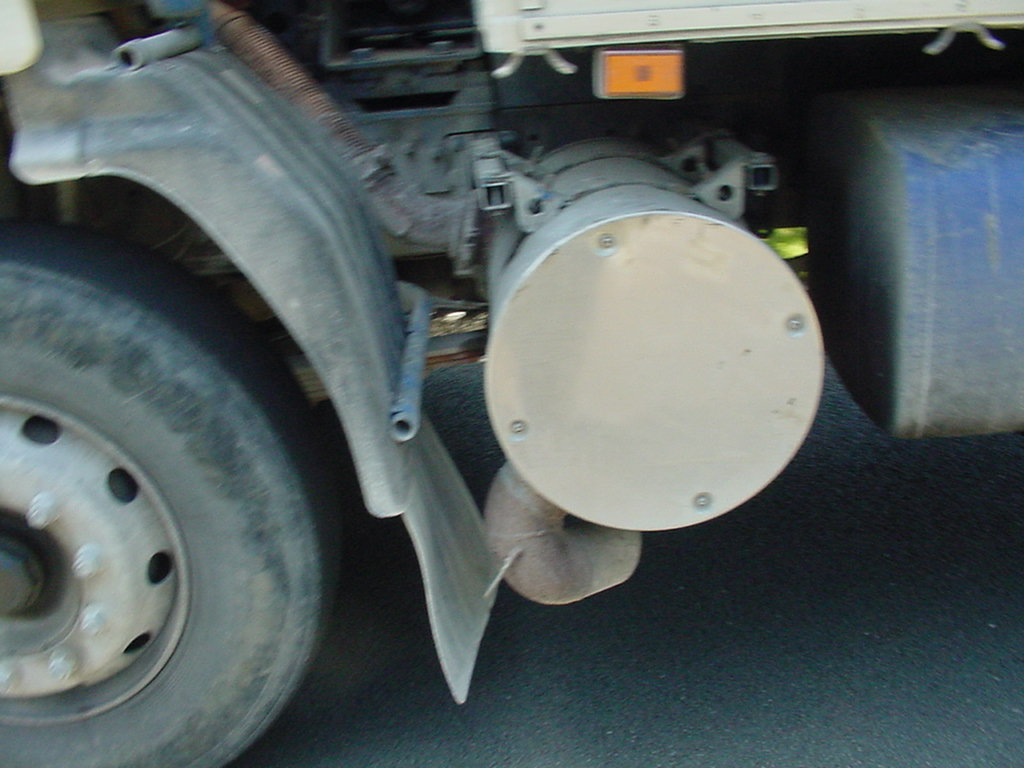
Ống xả diesel của xe tải lớn
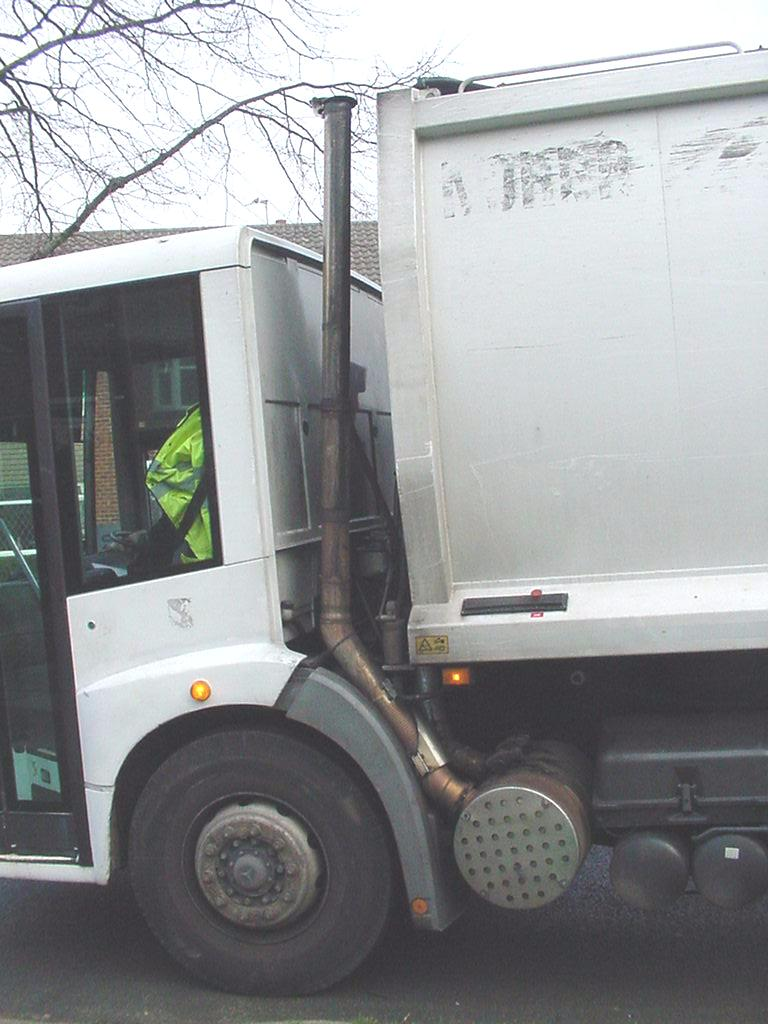
Ống xả diesel của xe thu gom rác thải
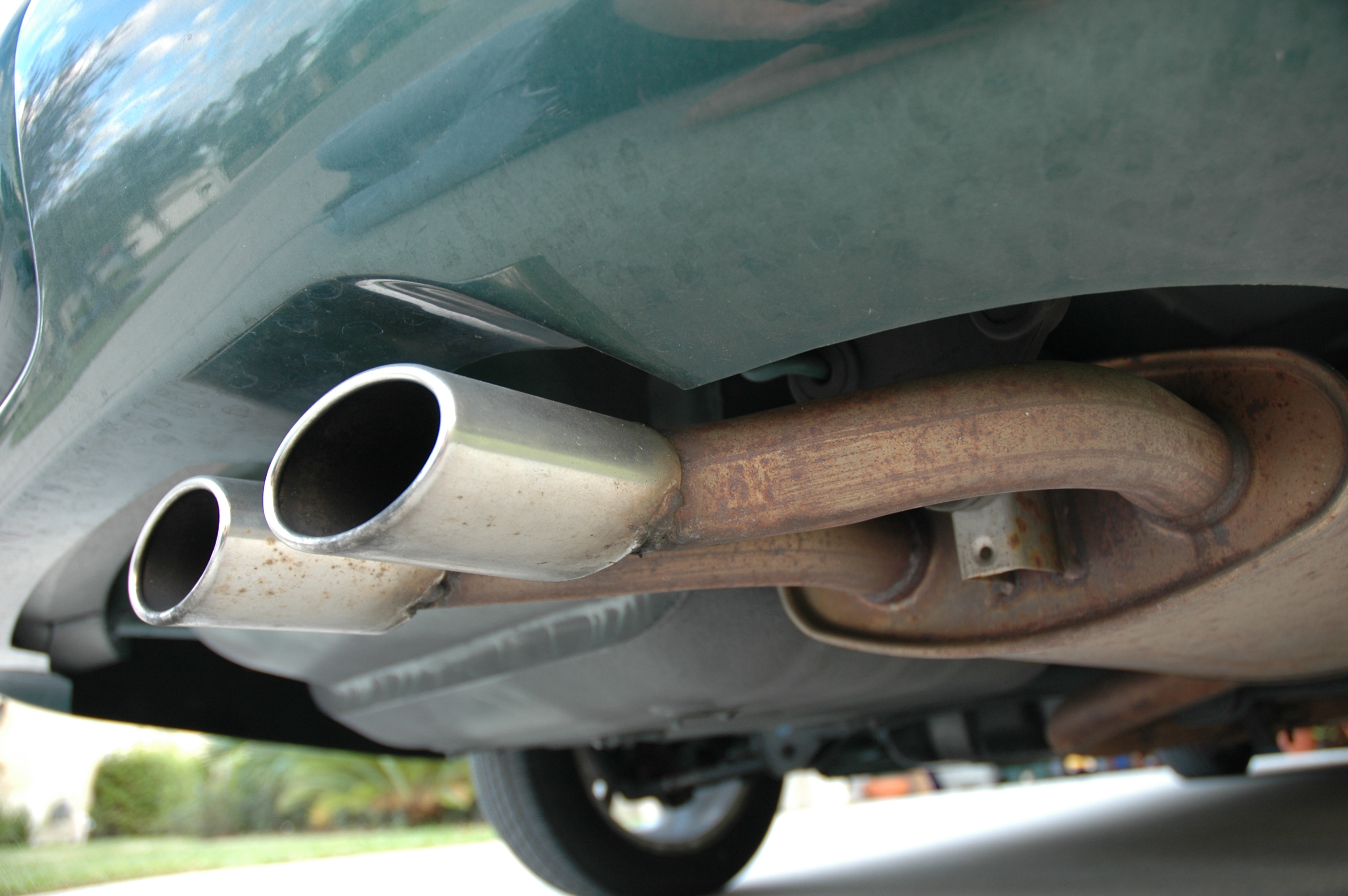
Ống xả kép gắn vào bộ giảm thanh của ô tô
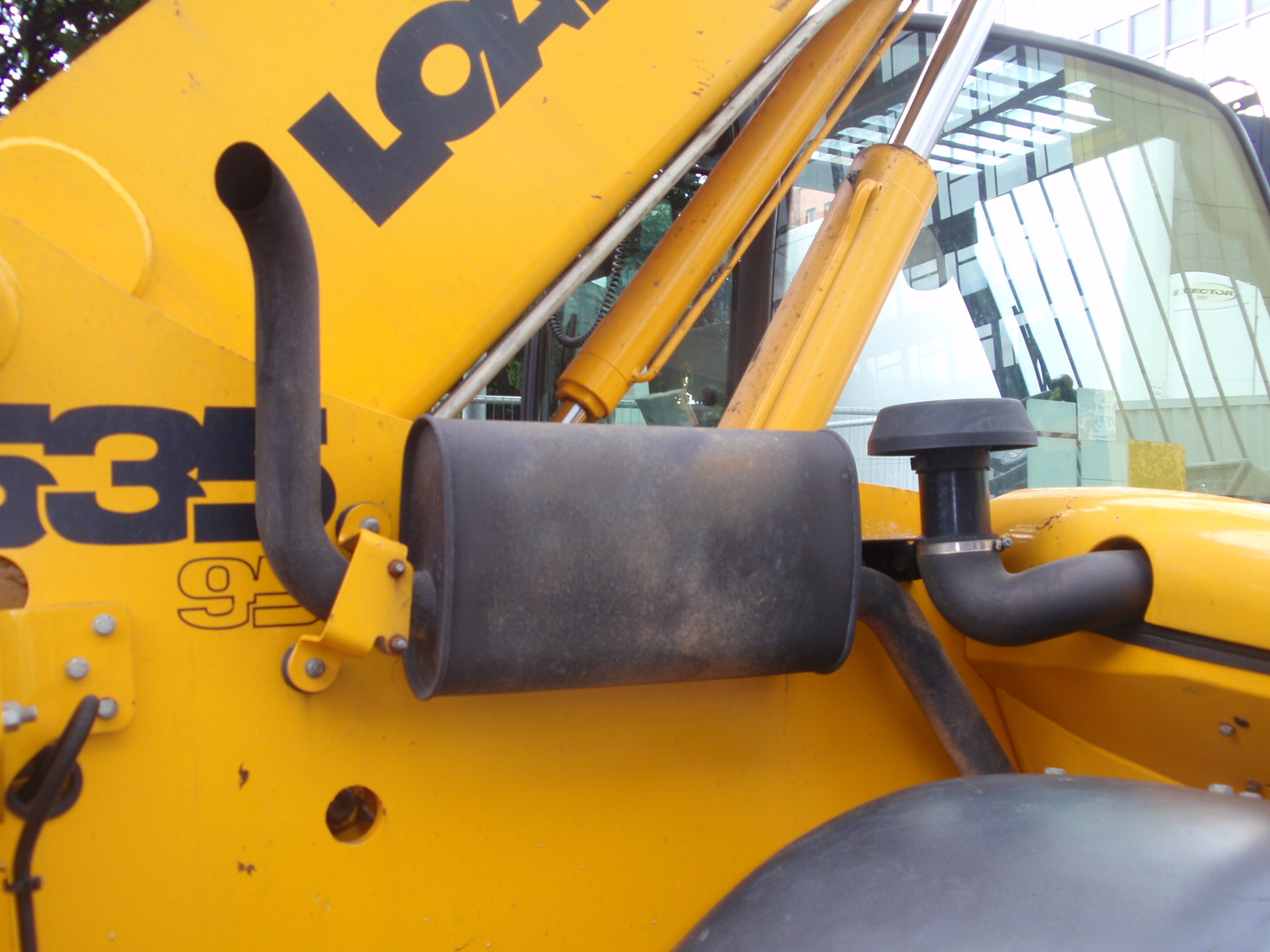
Hệ thống xả của xe ống lồng diesel
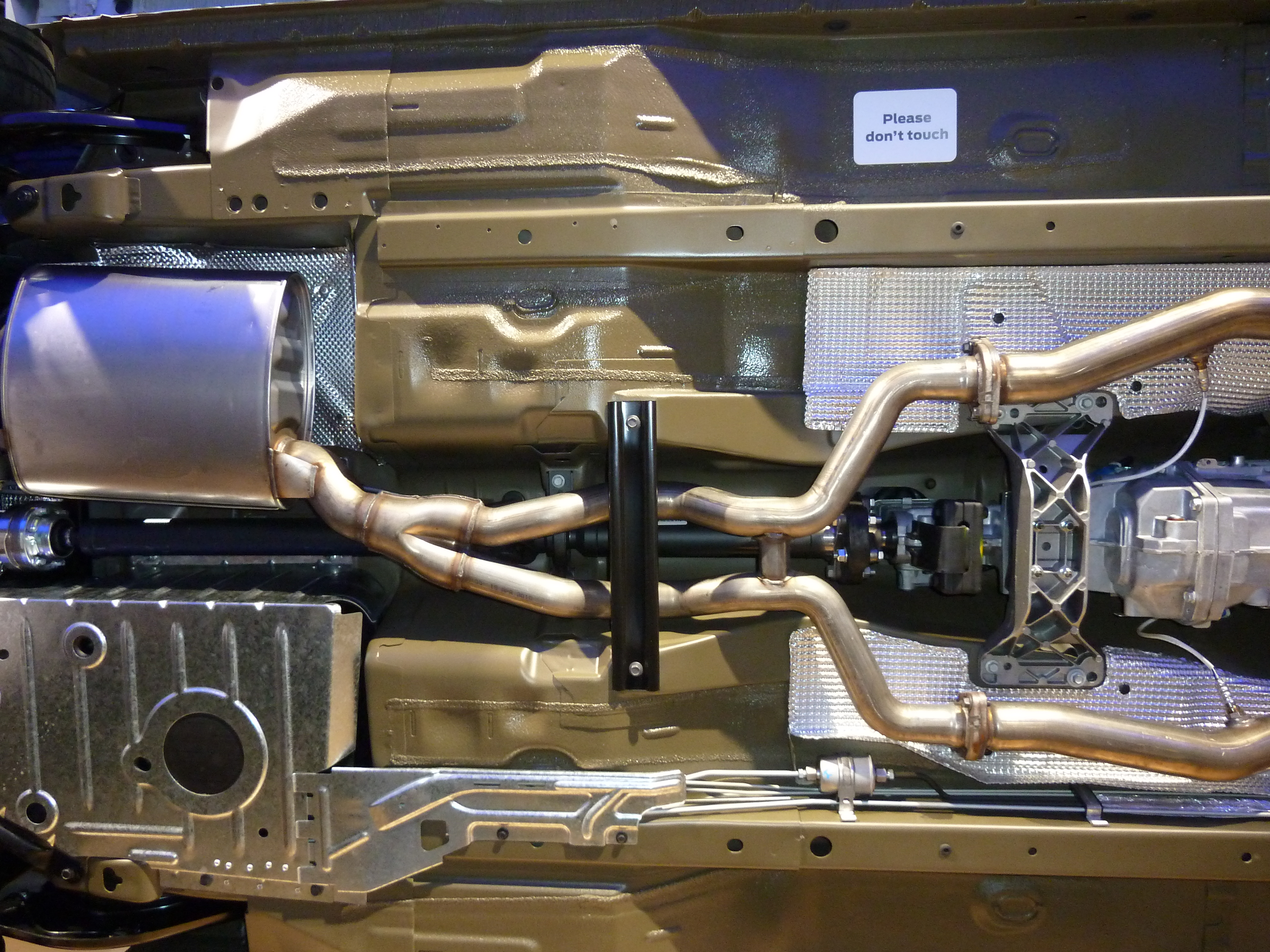
Gầm xe thể hiện hệ thống ống xả